# Choleva lederiana
Choleva lederiana är en skalbaggsart som beskrevs av Edmund Reitter 1902. Choleva lederiana ingår i släktet Choleva, och familjen mycelbaggar. Arten är reproducerande i Sverige.